# Bimbaletes
Bimbaletes är en ort i Mexiko.   Den ligger i kommunen Loreto och delstaten Zacatecas, i den centrala delen av landet, 400 km nordväst om huvudstaden Mexico City. Bimbaletes ligger 2 025 meter över havet och antalet invånare är 865.
Terrängen runt Bimbaletes är kuperad söderut, men norrut är den platt. Runt Bimbaletes är det ganska glesbefolkat, med 50 invånare per kvadratkilometer. Närmaste större samhälle är Loreto, 3,0 km nordost om Bimbaletes. Omgivningarna runt Bimbaletes är i huvudsak ett öppet busklandskap.